# Campionati europei di corsa in montagna 2002
Gli VIII Campionati europei di corsa in montagna si sono disputati a Câmara de Lobos sull`isola di Madera, in Portogallo, il 7 luglio 2002 con il nome di European Mountain Running Trophy 2002. Il titolo maschile è stato vinto da Alexis Gex-Fabry, quello femminile da Svetlana Demidenko. 

## Uomini Seniores
Individuale
| Pos.    | Atleta           | Nazione    | Tempo    |
| ------- | ---------------- | ---------- | -------- |
| Oro     | Alexis Gex-Fabry | Svizzera   | 56'37"   |
| Argento | Marco De Gasperi | Italia     | 56'55"   |
| Bronzo  | Abdelkadir Turk  | Turchia    | 57'52"   |
| 4       | Emanuele Manzi   | Italia     | 58'00"   |
| 5       | Marco Gaiardo    | Italia     | 58'45"   |
| 6       | Florian Heinzle  | Austria    | 59'15"   |
| 7       | Markus Kröll     | Austria    | 59'45"   |
| 8       | Alexander Rieder | Austria    | 59'47"   |
| 9       | Paulo Goncalves  | Portogallo | 59'54"   |
| 10      | Lucio Fregona    | Italia     | 1h00'00" |

Squadre
| Pos.    | Squadra | Punti |
| ------- | ------- | ----- |
| Oro     | Italia  | 11    |
| Argento | Austria | 21    |
| Bronzo  | Francia | 47    |

## Donne Seniores
Individuale
| Pos.    | Atleta              | Nazione     | Tempo  |
| ------- | ------------------- | ----------- | ------ |
| Oro     | Svetlana Demidenko  | Russia      | 39'40" |
| Argento | Catherine Lallemand | Belgio      | 41'42" |
| Bronzo  | Anna Pichrtova      | Rep. Ceca   | 41'59" |
| 4       | Izabela Zatorska    | Polonia     | 42'39" |
| 5       | Angela Mudge        | Inghilterra | 42'47" |
| 6       | Valentina Belotti   | Italia      | 42'56" |
| 7       | Romina Sedoni       | Italia      | 43'21" |
| 8       | Ines Hizar          | Slovenia    | 43'38" |
| 9       | Vittoria Salvini    | Italia      | 43'46" |
| 10      | Lucinda Moreiras    | Portogallo  | 44'10" |

Squadre
| Pos.    | Squadra     | Punti |
| ------- | ----------- | ----- |
| Oro     | Italia      | 22    |
| Argento | Rep. Ceca   | 41    |
| Bronzo  | Inghilterra | 50    |

## Medagliere
| Posizione | Paese       | Oro | Argento | Bronzo | Totale |
| --------- | ----------- | --- | ------- | ------ | ------ |
| 1         | Italia      | 2   | 1       | 0      | 3      |
| 2         | Russia      | 1   | 0       | 0      | 1      |
| 2         | Svizzera    | 1   | 0       | 0      | 1      |
| 4         | Rep. Ceca   | 0   | 1       | 1      | 2      |
| 5         | Austria     | 0   | 1       | 0      | 1      |
| 5         | Belgio      | 0   | 1       | 0      | 1      |
| 7         | Inghilterra | 0   | 0       | 1      | 1      |
| 7         | Francia     | 0   | 0       | 1      | 1      |
| 7         | Turchia     | 0   | 0       | 1      | 1      |